# تفجيرات سوق تنتينا 2005
تفجيرات سوق تنتينا 2005 وقعت في 28 مايو 2005 في تنتينا سولاوسي الوسطى في إندونيسيا. تم تفجير عبوتين ناسفتين، تم ضبطهما على بعد 15 دقيقة صباح اليوم في سوق بوسط تينتينا، مما أسفر عن مقتل 22 شخصًا وإصابة 40 آخرين على الأقل. ومن بين القتلى رجل دين مسيحي وصبي يبلغ من العمر 3 سنوات. تم اتهام عدة متشددين إسلاميين في وقت لاحق وحُكم عليهم بالسجن في عامي 2007 و 2010 لدورهم في تنظيم التفجير، من بين هجمات طائفية أخرى في منطقة بوسو.
ترتبط انفجارات القنابل بالصراع الطائفي بين المسلمين والمسيحيين في بوسو والذي أسفر عن مقتل 577 شخصًا على الأقل وتشريد 86.000 شخص آخر خلال فترة ثلاث سنوات قبل اتفاق هدنة برعاية الحكومة في ديسمبر 2001. تحدث المدانون بجرائم تتعلق بالهجوم عن السعي للانتقام من الفظائع السابقة التي ارتكبت ضد الجالية المسلمة داخل بوسو ونُفذت التفجيرات في الذكرى السنوية الخامسة لمذبحة 165 مسلمًا على الأقل في قرية سينتوو ليمبا في سولاويزي الوسطى.

## الانفجارات
إنفجرت العبوة الأولى في حوالي الساعة 8:15 صباحًا، ولاحظ شهود العيان أن العديد من الضحايا الذين أتوا لمساعدة المصابين في الانفجار الأول قُتلوا في الانفجار الثاني الأكبر الذي خلف حفرة عميقة بعمق 3 أقدام. سوت الانفجارات بالوقوف على منصات الطعام وألحقت أضرارا أيضا بنك وكنيسة مسيحية ومركز للشرطة في وسط مدينة تينتينا. أعلن قائد شرطة منطقة بوسو عن قنبلة أخرى غير منفجرة تم اكتشافها لاحقًا خارج كنيسة قريبة.
ذكرت جاكرتا بوست في البداية أن 27 شخصًا قتلوا في الهجوم، نقلاً عن متطوعين في مستشفى تينتينا العام، لكن تم تعديل أرقام الضحايا إلى 22 شخصًا. ذكر طبيب أسنان متطوع في نفس العيادة أن ما مجموعه 57 شخصًا عولجوا من إصابات في المنشأة سيئة التجهيز، ووصفوا أن "العديد منهم أصيبوا بجروح في أعضائهم الداخلية"، ويقدر أن حوالي 20 من السكان المحليين أصيبوا بجروح خطيرة.
في وقت لاحق سمعت محاكمة لرجل دين أدين بتمويل الهجوم أربعة من المقاتلين انقسموا إلى مجموعتين لزرع الأجهزة في قسم اللحوم وإنتاج المنتجات في سوق البلدة ذات الغالبية المسيحية. قام أردين جاناتو وعمريل نجيوود بحمل وزرع أحدهما بينما قام شريكه سيف الله أنام بزرع قنبلة أخرى في مكان قريب أمام هيكل السوق، وتم ضبط مؤقتات الجهازين على بعد 15 دقيقة.
وصف نجيوود أن القنابل قد تم تجميعها من مادة تي إن تي ومادة الكبريت، مع إضافة قطع كبيرة من الحديد لإنشاء شظايا. تم إخفاء سلاح واحد في صندوق من الورق المقوى ونقله إلى السوق في كيس بلاستيكي أسود متنكر بالخضروات. أوضح للمحكمة أيضًا من قِبل نجيوود أن الهدف الأولي كان في الواقع مدرسة كاثوليكية مجاورة لسوق تنتينا، لكن أثناء استقصائهم وجد الإرهابيون المدانون أن السوق كان مزدحمًا.

## التحقيق
قبل الهجوم، في يناير 2005 اكتشفت السلطات 60 قنبلة محلية الصنع في منزل مهجور في بوسو، وفي وقت سابق من مايو اعتقلت الشرطة الإندونيسية ثلاثة متطرفين مسلمين في سولاويزي الوسطى بزعم تورطهم في هجوم آخر باستخدام أجهزة مماثلة.
في يونيو 2005 تم اعتقال 13 مشتبهاً بهم كجزء من التحقيق في الهجمات، بما في ذلك المدان الهارب الذي قُبض عليه بالقرب من تينتينا بعد فترة وجيزة من التفجيرات وقائد السجن الرئيسي في السجن الرئيسي في مدينة بوسو المسلمة. عشرة مشتبه بهم آخرين في تينتينا وهجمات أخرى اعتقلوا في أوائل عام 2007 أيضا.
في عام 2007 أُدين أنام ودجاناتو بزراعة الأجهزة في تينتينا وحُكم عليهما بالسجن لمدة 18 عامًا و14 عامًا على التوالي، بينما تلقى نغيودي عقوبة بالسجن لمدة 15 عامًا بتهمة تجميع القنابل والتهم الأخرى لحيازة أسلحة واعتداء غير قانونيين. وكان المتشددون الذين صدرت ضدهم أحكام من بين ستة مسلحين حكم عليهم بالسجن لارتكابهم جرائم ضد سكان مسيحيين حول بوسو منذ معاهدة السلام في مالينو عام 2001 بما في ذلك قطع رأس ثلاث فتيات في المدارس. ومع ذلك لا يزال مصمم القنابل المزعوم المعروف باسم توفيق بوراغا من قبل نغيودي مطلوق السراح.
في محاكمة أجريت في جاكرتا عام 2010 أُدين رجل الدين الإسلامي المتشدد إيكو بودي واردويو وحُكم عليه بالسجن لمدة 10 سنوات لتوفير التمويل لمرتكبيه لتجميع القنبلتين وتم تحديد هويتهم كمستشار رئيسي وراء الهجوم. في محاكمة رجل الدين كشاهد، أدلى نغيودي بشهادة تفيد بأن واردويو "اعتاد أن يقول إن الجهاد يعني رد المسيحيين على ما فعلوه للمجتمعات المسلمة في بوسو"، وأنه قد تم تعليمه لمتابعة الجهاد بشكل حصري تقريبًا من قبل رجل الدين، واصفا الهجوم على أنه كان الدافع وراء الانتقام.